# Muszajrifa Szamalijja
Muszajrifa Szamalijja (arab. مشيرفة شمالية) – wieś w Syrii, w muhafazie Idlib. W 2004 roku liczyła 640 mieszkańców.